# Municipio de Tepemaxalco
El municipio de Tepemaxalco es un municipio del estado mexicano de Puebla. Según el censo de 2020, tiene una población de 1216 habitantes. El nombre proviene del nahua tepetl, que significa cerro; maxaltic, que significa cosa partida como horquilla; y co. Juntos significan en el cerro partido o hendido. Fue fundado en 1895 y su cabecera es la ciudad de San Felipe Tepemaxalco.

## Geografía
El municipio se encuentra a una altitud promedio de 1820 m s. n. m. y abarca un área de 29.76 km². Colinda al norte con los municipios de Atzitzihuacán y Acteopan; al oeste con Acteopan y el municipio de Huaquechula; al sur con Huaquechula, y al este con Atzitzihuacán y Huaquechula.

### Clima
El clima del municipio es semicálido subhúmedo con lluvias en verano en el 90% de su superficie y cálido subhúmedo con lluvias en verano en el 10% restante. El rango de temperatura promedio es de 20 a 22 grados Celsius. La mínima es de 10 a 12 grados y la máxima promedio es de 32 a 34 grados. El rango de precipitaciones medias anuales es de 800 a 1000 mm y los meses de lluvias son de febrero a mayo.

## Demografía
De acuerdo al último censo, realizado por el INEGI en 2020, en el municipio hay una población total de 1216 habitantes, lo que le da una densidad de población aproximada de 41 habitantes por kilómetro cuadrado.

### Localidades
En el municipio existen tres localidades, de las cuales la más poblada es la cabecera, San Felipe Tepemaxalco.
| Código INEGI | Localidad              | Población (2010) | Altitud (m s. n. m.) | Categoría  |
| ------------ | ---------------------- | ---------------- | -------------------- | ---------- |
| 211650001    | San Felipe Tepemaxalco | 797              | 1842                 | Pueblo     |
| 211650002    | San Juan Catzoc        | 80               | 1919                 | Indefinida |
| 211650003    | San Miguel Xicotzingo  | 264              | 1931                 | Indefinida |

## Gobierno
El ayuntamiento de Tepemaxalco está compuesto por siete regidores, un síndico y un presidente municipal.